# Georg Melchers
Johann Georg Friedrich Melchers (* 7. Januar 1906 in Cordingen bei Fallingbostel; † 22. November 1997 in Tübingen) war ein deutscher Biologe.
Melchers studierte Naturwissenschaften an der Albert-Ludwigs-Universität Freiburg, besonders Zoologie bei Hans Spemann, und ab 1926 an der Georg-August-Universität Göttingen, besonders Botanik bei Fritz von Wettstein und Theodor Schmucker. 1930 wurde er bei Wettstein zum Dr. phil. promoviert mit einer Dissertation über die evolutionäre Anpassung von Pflanzen an verschiedene Ökotope. Anschließend war er Assistent bei Wettstein in Göttingen und ab 1931 in München. Ab 1934 arbeitete er am Kaiser-Wilhelm-Institut (KWI) für Biologie in Berlin, wohin er Wettstein folgte und ab 1938 in der Virusforschung unter Adolf Butenandt tätig war. 1941 wurde er Leiter der Arbeitsstätte für Virusforschung des KWI für Biologie und Biochemie in Berlin, ab 1945 in Tübingen. Dort war er ab 1947 einer der drei Direktoren des späteren Max-Planck-Instituts für Biologie (mit Max Hartmann, Alfred Kühn). Außerdem war er Professor an der Eberhard Karls Universität Tübingen. Nach der Emeritierung 1976 arbeitete er im Labor weiter und war ab 1984 einer der fünf Direktoren der Agrogenetic Corporation in Tokio und wechselte acht Jahre lang zwischen Tübingen und Japan.
Seine Forschungsgebiete waren Vererbung, Pflanzenviren, Evolution und Entwicklungsphysiologie. Mit Anton Lang leistete er am KWI für Biologie wichtige Beiträge zu Vernalisation, Phototropismus und der Rolle von Hormonen in der Physiologie des Blühens. Er lieferte Beiträge zur Aufklärung des genetischen Codes des Tabakmosaikvirus. In den 1970er Jahren entwickelte er eine neue Methode zur Verschmelzung von Pflanzenzellen (Fusion von Protoplasten), mit der sich Hybride nahe verwandter Arten herstellen lassen. 1970 gelang die erste Aufzucht einer Pflanze aus isolierten Protoplasten und 1973 die der ersten Hybridpflanzen aus fusionierten Protoplasten. Damit erzeugte er in Zusammenarbeit mit dem Carlsberg-Laboratorium in Kopenhagen die ersten Hybride von Kartoffel und Tomate (Karmate, Tomoffel).
Er war Ehrenmitglied der Deutschen Botanischen Gesellschaft. 1984 wurde er auswärtiges Mitglied der National Academy of Sciences. Er war Mitglied der Académie des Sciences, der Norwegischen Akademie der Wissenschaften und der Japan Academy.
Er war ab 1934 im Herausgebergremium der Zeitschrift für Vererbungslehre (später Molecular and General Genetics). Er hatte großen Einfluss auf die biologische Forschung der Max-Planck-Gesellschaft. Dreizehn Jahre lang war er für die SPD im Gemeinderat von Tübingen, trat aber 1985 aus der Partei aus.

## Schüler
Karl-Wolfgang Mundry

## Schriften
- Ein Botaniker auf dem Weg in die Allgemeine Biologie auch in Zeiten moralischer und materieller Zerstörung, Berichte Deutsche Botanische Gesellschaft, Band 100, 1987, 373–405 (Erinnerungen)